# 馬薩格蘭戰役

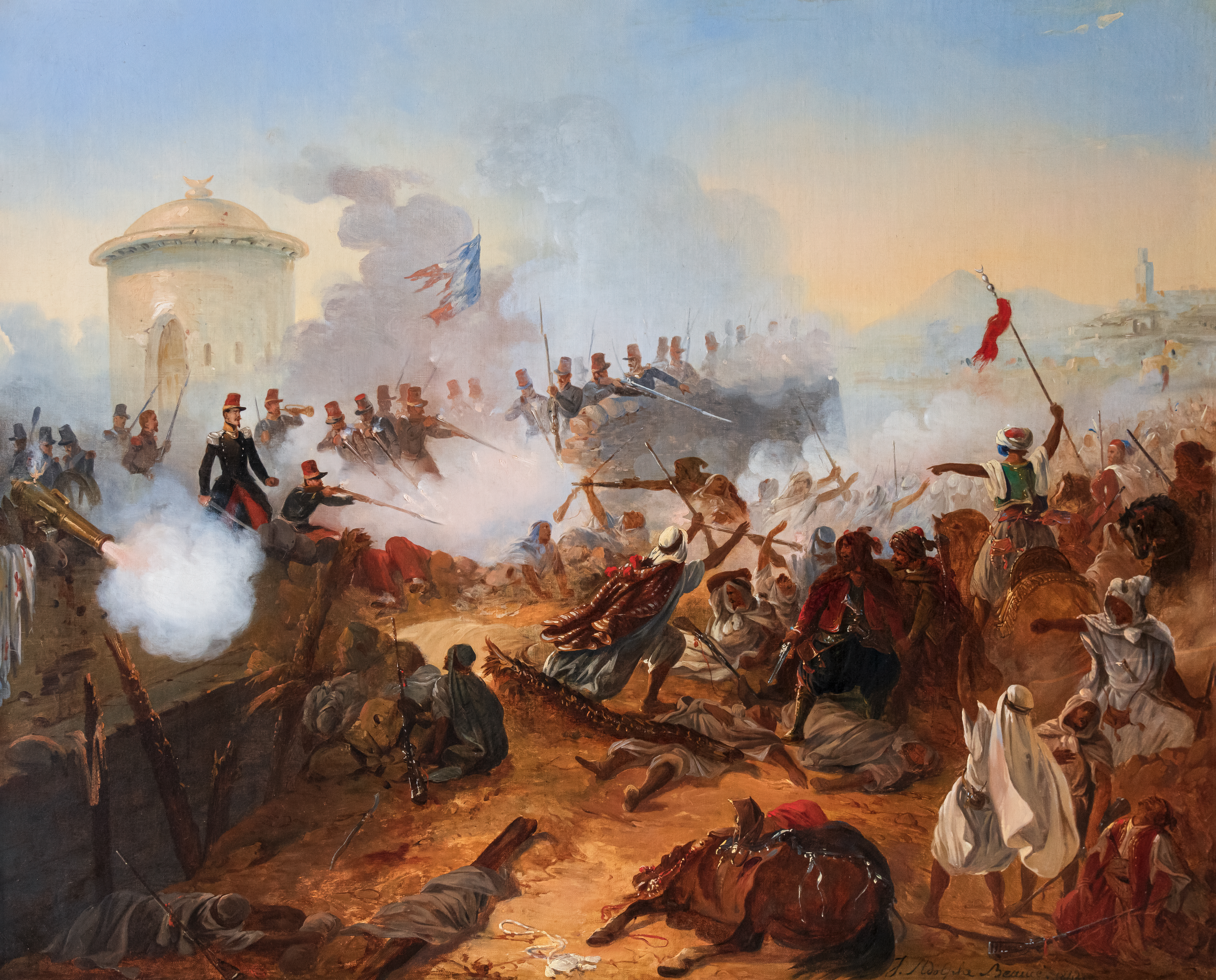
馬薩格蘭圍城戰中法軍的英勇防禦 ,讓-阿道夫·博塞繪製

馬薩格蘭戰役發生於1840年2月上旬，是法国征服阿尔及利亚期间阿拉伯和柏柏尔部隊与法国陸軍之间的一场战斗。一支小型的法国特遣队躲在港口城市穆斯塔加奈姆附近的馬薩格蘭防御工事中，抵檔住阿卜杜勒·卡迪尔的部隊数天的攻击。阿卜杜勒-卡迪尔的部队並不知曉法国守军的火药短缺，在经过几天无效的進攻后撤退。
虽然這場衝突實際上對戰爭影響不大，但法国媒体称这場戰役是個巨大的勝利。勒利耶弗上尉因他在戰役中的指揮獲得獎勵，而為了紀念這場戰役，法國政府鑄造了一枚獎章。马萨格兰战役當天被定為法国非洲軍團轻步兵营的周年纪念日。